# Bogserbåten Robert
Bogserbåten Robert är en svensk ångbogserbåt, som byggdes av Bergsunds varv i Stockholm 1866 som S/S Hudik. 
Hon köptes av Gefle ångslupsbolag och användes i passagerartrafik. Hudik såldes 1882 till J A Kjellberg & söner i Kramfors, varvid hon namnändrades till Robert och byggdes om till bogserbåt. Rederiet bytte namn till Kramfors AB år 1886 och övertogs kortvarigt av SCA genom fusion 1954. År 1956 fick Robert en ny, begagnad ångpanna från Bergsunds Mekaniska Verkstad, som sedan 1920  suttit i Svanö sulfitfabriks bogserbåt S/S Svanö IV. Robert tjänstgjorde under många år i Ådalen fram till 1972 och såldes 1977 till Södertälje.
Robert K-märktes år 2006.

### Webbkällor
- Bogserbåten Roberts webbplats